# Cahoots
Cahoots är ett musikalbum av The Band, deras fjärde studioalbum. Det lanserades september 1971 på Capitol Records. Skivan har av musikkritiker inte ansetts hålla samma höga textstandard som deras tre tidigare album. Robbie Robertson skrev majoriteten av låtarna på albumet. Skivans första låt "Life Is a Carnival" släpptes som singel och nådde #72 på Billboardlistan. Bob Dylan-kompositionen "When I Paint My Masterpiece" hade aldrig tidigare spelats in av någon annan artist.

## Låtlista
Låtarna skrivna av Robbie Robertson där inget annat anges.
1. "Life Is a Carnival" (Levon Helm , Robbie Robertson, Rick Danko) - 3:55
2. "When I Paint My Masterpiece" (Bob Dylan) - 4:21
3. "Last of the Blacksmiths" - 3:41
4. "Where Do We Go from Here?" - 3:47
5. "4% Pantomime" (Robertson, Van Morrison) - 4:32
6. "Shoot Out in Chinatown" - 2:51
7. "The Moon Struck One" - 4:09
8. "Thinkin' Out Loud" - 3:19
9. "Smoke Signal" - 5:11
10. "Volcano" - 3:05
11. "The River Hymn" - 4:40

## Listplaceringar
| Lista (1971)   | Position             |
| -------------- | -------------------- |
| Australien     | 17 (Go Set)          |
| Kanada         | 15 (RPM)             |
| Nederländerna  | 2                    |
| Norge          | 20 (VG-lista)        |
| Storbritannien | 41 (UK Albums Chart) |
| Sverige        | 13 (Kvällstoppen)    |
| USA            | 21 (Billboard 200)   |